# 1120.
◄ | 11. stoljeće | 12. stoljeće | 13. stoljeće | ►
◄ | 1090-ih | 1100-ih | 1110-ih | 1120-ih | 1130-ih | 1140-ih | 1150-ih | ►
◄◄ | ◄ | 1117. | 1118. | 1119. | 1120. | 1121. | 1122. | 1123. | ► | ►►
Arhitektura • Astronomija • Knjige • Književnost • Kršćanstvo • Medicina • Pravo • Promet • Znanost

## Rođenja
- Luj VII., francuski kralj († 1180.)

## Vanjske poveznice
|  | Zajednički poslužitelj ima još gradiva o temi 1120. |